# Luiz Paulo Neves Tovar
Luiz Paulo Neves Tovar (Vitória, 19 september 1923 - Rio de Janeiro, 28 november 2008) was een Braziliaanse voetballer, bekend onder zijn spelersnaam Paulo Tovar.

## Biografie
Paulo Tovar begon bij de jeugd van Botafogo en werd van 1942 tot 1944 drie keer op rij kampioen bij de amateurs. In 1945 maakte hij zijn debuut bij het eerste elftal, waar ook sterspeler Heleno de Freitas speelde. Hij werd dat jaar ook opgeroepen voor het nationale elftal. Hij studeerde geneeskunde, meer bepaald orthopedie en traumatologie. Hij studeerde af in 1946 en ondanks het feit dat hij een begenadigd voetballer was koos hij voor een carrière in de geneeskunde en stopte met voetballen. 